# Анкаран Хрватіні
ФК «Анкаран Хрватіні» (словен. Nogometni Klub Ankaran Hrvatini) — словенський футбольний клуб з міста Копер, заснований у 1966 році. Виступав у Першій лізі. Домашні матчі приймав на стадіоні «Боніфіка», потужністю 1 918 глядачів. Розформований 2019 року.